# Football Club de Saint-Louis Neuweg
 (janvier 2023).
Si vous disposez d'ouvrages ou d'articles de référence ou si vous connaissez des sites web de qualité traitant du thème abordé ici, merci de compléter l'article en donnant les références utiles à sa vérifiabilité et en les liant à la section « Notes et références ».
Maillots
Actualités
Le FC Saint-Louis Neuweg est un club français de football fondé en 1990, basé à Saint-Louis, dans le département du Haut-Rhin.

## Histoire
Le FC Saint Louis créé en 1911, connu son heure de gloire dans les années 70 et évolua en Championnat de France Division 3, qui devient en 1994 la Nationale 1. Le club sera relégué en division inférieure en 1972, remonte en 1975 pour finalement redescendre en 1978. 
En 1969, le FC Saint Louis atteignit les 32e de finale de la Coupe de France il est éliminé par le Stade de Reims après prolongation.
En 1970, le FC Saint Louis est éliminé lors des 32e de finale de la Coupe de France 
à Mulhouse, par le futur vainqueur de la compétition, l'AS Saint Etienne.
Le FC Saint-Louis fusionne en juin 1990 avec le FC Neuweg, le club du quartier de Saint Louis La Chaussée, et devient le FC Saint-Louis Neuweg. Le club, présidé depuis le 2 octobre 2009 par Pierre Fichter, évolue dans le Groupe C de CFA 2 pour la saison 2009-2010.
Durant la saison 2008/2009, le FC Saint-Louis Neuweg ne comptait pas moins de 343 licenciés, parmi lesquels 152 adultes et 191 jeunes. 
À l’aube de son 20e anniversaire d’existence, le FC Saint-Louis Neuweg est en train d’écrire les plus belles pages de son histoire.
Le club développe une politique de formation axée sur les jeunes pour faire de ses équipes les meilleures de la région.
Grâce à la politique sportive de la ville de Saint-Louis, le club dispose depuis 2008, d’un nouveau stade fonctionnel et adapté. L’objectif à moyen terme de devenir le prochain club alsacien à évoluer en National (3e niveau national) est atteint en 2015. Les autres licenciés se retrouvent au Stade de l’Au, lieu où évolue l’ensemble des jeunes, notamment lors des grands tournois qui y sont organisés, et des équipes réserves.
Plus récemment, le club s’est doté d’un nouveau logo, symbole d’unicité et d’identité affirmée. Ceci marque également le point de départ de la nouvelle stratégie du club qui le pousse vers le plus haut niveau.
Le FC Saint-Louis Neuweg et le FC Bâle se sont fixés d’offrir aux jeunes footballeurs talentueux de la région des trois Frontières une formation au plus haut niveau. Dans le cadre de ce projet, les deux clubs se sont mis d’accord sur le fait d’uniformiser leurs comportements dans le cadre de la formation et de l’amélioration de jeunes footballeurs talentueux. Enfin, ce partenariat se traduira entre autres, par une rencontre amicale annuelle entre les équipes premières au Stade de la Frontière à Saint-Louis.
Lors de la saison 2014-2015 le club monte en National 2 (CFA ).
Lors de la saison 2017-2018 le club est relégué en National 3.
Lors de la saison 2018-2019 le club 
atteint le 8e tour de la Coupe de France mais s’incline 2-0 contre l’AS Nancy. 
St-Louis frôle la relégation en National 3 mais enchaîne les victoires dans les dernières journées et termine à la 6e place.
En 2021, le club atteint les 16èmes de finale de la Coupe de France.
En 2022 le club est relégué en Régional 1 et après deux saison ils sont rétrogradé en Régional 2 alors que le club était 5e en Régional 1.

## Résultats sportifs
| Saison  | Champ                    | Cl  | Pts | J  | G  | N  | P  | Bp | Bc | Diff | Coupe de France | Coupe d'Europe | Autres compétitions | M. buteur | B | Entraîneur | Aff |
|         |                          |     |     |    |    |    |    |    |    |      |                 |                |                     |           |   |            |     |
| ------- | ------------------------ | --- | --- | -- | -- | -- | -- | -- | -- | ---- | --------------- | -------------- | ------------------- | --------- | - | ---------- | --- |
| 2000-01 | DH Alsace                | 9e  | 33  | 26 | 9  | 6  | 11 | 38 | 42 | -4   | ?               |                |                     |           |   |            |     |
| 2001-02 | DH Alsace                | 11e | 29  | 26 | 8  | 5  | 13 | 37 | 45 | -8   | ?               |                |                     |           |   |            |     |
| 2002-03 | DH Alsace                | 10e | 31  | 26 | 8  | 7  | 11 | 34 | 47 | -13  | ?               |                |                     |           |   |            |     |
| 2003-04 | DH Alsace                | 13e | 18  | 26 | 4  | 6  | 16 | 34 | 53 | -19  | ?               |                |                     |           |   |            |     |
| 2004-05 | Excellence A (Haut-Rhin) | 1e  | 78  | 26 | 16 | 5  | 5  | 56 | 26 | 30   | ?               |                |                     |           |   |            |     |
| 2005-06 | DH Alsace                | 5e  | 65  | 26 | 12 | 3  | 11 | 43 | 37 | 6    | 1/32 f          |                |                     |           |   |            |     |
| 2006-07 | DH Alsace                | 10e | 58  | 26 | 8  | 8  | 10 | 28 | 26 | 2    | ?               |                |                     |           |   |            |     |
| 2007-08 | DH Alsace                | 1e  | 80  | 26 | 16 | 6  | 4  | 49 | 22 | 27   | 7e tour         |                |                     |           |   |            |     |
| 2008-09 | CFA 2                    | 5e  | 76  | 30 | 13 | 7  | 10 | 47 | 35 | 12   | 7e tour         |                |                     |           |   |            |     |
| 2009-10 | CFA 2                    | 8e  | 70  | 30 | 10 | 10 | 10 | 34 | 42 | -8   | 1/32 f          |                |                     |           |   |            |     |
| 2010-11 | CFA 2                    | 4e  | 82  | 30 | 15 | 7  | 8  | 46 | 36 | 10   | 5e tour         |                |                     |           |   |            |     |
| 2011-12 | CFA 2                    | 5e  | 80  | 30 | 15 | 5  | 10 | 47 | 32 | 15   | 4e tour         |                |                     |           |   |            |     |
| 2012-13 | CFA 2                    | 4e  | 67  | 26 | 11 | 8  | 7  | 37 | 29 | 8    | 8e tour         |                |                     |           |   |            |     |
| 2013-14 | CFA 2                    | 8e  | 58  | 26 | 9  | 6  | 11 | 35 | 39 | -4   | 7e tour         |                |                     |           |   |            |     |
| 2014-15 | CFA 2                    | 2e  | 81  | 26 | 17 | 4  | 5  | 50 | 22 | 28   | 1/32 f          |                |                     |           |   |            |     |
| 2015-16 | CFA                      | 8e  | 70  | 30 | 11 | 7  | 12 | 30 | 30 | 0    | 8e tour         |                |                     |           |   |            |     |
| 2016-17 | CFA                      | 12e | 28  | 28 | 8  | 7  | 13 | 30 | 44 | -14  | 5e tour         |                |                     |           |   |            |     |
| 2017-18 | National 2               | 14e | 34  | 30 | 8  | 10 | 12 | 28 | 43 | -15  | 8e tour         |                |                     |           |   |            |     |
| 2018-19 | National 3               | 6e  | 35  | 26 | 9  | 8  | 9  | 32 | 34 | -2   | 8e tour         |                |                     |           |   |            |     |
| 2019-20 | National 3               | 11e | 21  | 18 | 5  | 6  | 7  | 17 | 22 | -5   | 6e tour         |                |                     |           |   |            |     |
| 2020-21 | National 3               | 6e  | 9   | 7  | 2  | 3  | 2  | 12 | 12 | 0    | 1/16 f          |                |                     |           |   |            |     |
| 2021-22 | National 3               | 13e | 22  | 26 | 7  | 4  | 15 | 30 | 47 | -17  | 6e tour         |                |                     |           |   |            |     |
| 2022-23 | Régional 1               | 6e  | 40  | 26 | 12 | 4  | 10 | 46 | 37 | 9    | 7e tour         |                |                     |           |   |            |     |
| 2023-24 | Régional 1               | 5e  | 42  | 26 | 12 | 6  | 8  | 44 | 41 | 3    | 6e tour         |                |                     |           |   |            |     |
| 2024-25 | Régional 2               | 6e  | 26  | 19 | 7  | 5  | 7  | 45 | 34 | 11   | 4e tour         |                |                     |           |   |            |     |
| Saison  | Champ                    | Cl  | Pts | J  | G  | N  | P  | Bp | Bc | Diff | Coupe de France | Coupe d'Europe | Autres compétitions | M. buteur | B | Entraîneur | Aff |

Champ = championnat ; Cl = classement ; Pts = points ; J = joués ; G = gagnés ; N = nuls ; P = perdus ; Bp = buts pour ; Bc = buts contre ; Diff = différence de buts

C1 = Ligue des champions (depuis 1992, Coupe des clubs champions de 1955 à 1992) ; C2 = Coupe des coupes (de 1961 à 1999) ; C3 = Ligue Europa (depuis 2009, Coupe UEFA de 1971 à 2009, Coupe des villes de foires de 1955 à 1971) ; C4 = Ligue Conférence (depuis 2024, Ligue Europa Conférence de 2021 à 2024) ; CI = Coupe Intertoto (de 1995 à 2008)

M. buteur = meilleur buteur en championnat; B = buts marqués par le meilleur buteur en championnat; Aff = affluence moyenne en championnat
champion, vainqueur ou meilleur buteurvice-champion ou finalistepromubarrage de promotionreléguébarrage de relégation

## Partenaires du club
Pour la saison 2009/2010, le club compte comme entreprises partenaires :
Axa Assurances Thierry Greder, CAPI Sécurité, Diemer Opticiens Krys, Le Carré Comptoir - Hôtel Ibis, Proval BTP, Springinsfeld SARL

## Le Stade de la Frontière

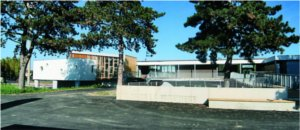
Le Stade de la frontière

Le Stade de la Frontière, rénové en 2008, a une capacité de 400 places assises.
Le stade accueille cette année l'équipe première mais également l'équipe des U19 qui évoluent en Division d'Honneur ainsi que l'équipe féminine qui évolue également en Division d'Honneur.